# Veli-Matti Lindström
Pour les articles homonymes, voir Lindström.
Veli-Matti Olavi Lindström, né le 15 novembre 1983 à Nastola, est un sauteur à ski finlandais.

## Biographie
Membre du Lahden Hiihtoseura, il fait ses débuts dans la Coupe du monde en janvier 1996 à Garmisch-Partenkirchen. Il marque ses premiers points lors de la saison 2000-2001 et obtient son premier top dix à Kuopio (6e).
En février 2001, il se classe deuxième au tremplin de vol à ski d'Oberstdorf, pour monter sur son premier podium en Coupe du monde, puis un mois plus tard il remporte le premier de ses quatre concours par équipes en Coupe du monde sur le tremplin de vol à ski de Planica avec Jussi Hautamäki, Risto Jussilainen et Tami Kiuru.
En 2002, après une participation aux Championnats du monde de vol à ski (4e), il prend part aux Jeux olympiques de Salt Lake City, où il est cinquième au petit tremplin, puis 37e au grand tremplin, avant de remporter la médaille d'argent à l'épreuve par équipes avec Matti Hautamäki, Risto Jussilainen et Janne Ahonen.
Il remporte une autre médaille d'argent par équipes deux ans plus tard aux Mondiaux de vol à ski à Planica, lors d'une saison, où il affiche son meilleur bilan individuel avec trois podiums dans la Coupe du monde dont deux troisièmes places à Ruka.
Mis à part une quatrième place à Ruka en novembre 2006, il ne brille plus au niveau mondial lors de saisons suivantes et marque des points en Coupe du monde jusqu'en 2009.
Il dispute ses dernières compétitions internationales en 2012 à Oslo.

## Palmarès

### Jeux olympiques
| Épreuve / Édition | Salt Lake City 2002 |
| Petit tremplin    | 5e                  |
| Grand tremplin    | 37e                 |
| Par équipes       | Argent              |

### Championnats du monde
| Épreuve / Édition | Val di Fiemme 2003 |
| Petit tremplin    | 8e                 |

### Championnats du monde de vol à ski
| Épreuve / Édition | Harrachov 2002 | Planica 2004 |
| Individuel        | 4e             | 8e           |
| Par équipes       |                | Argent       |

### Coupe du monde
- Meilleur classement général : 15e en 2004.
- 5 podiums individuels : 2 deuxièmes places et 3 troisièmes places.
- 6 podiums par équipes : 4 victoires et 2 deuxièmes places.

#### Classements en Coupe du monde
| Année     | Classement général final |
| 2000-2001 | 18e                      |
| 2001-2002 | 19e                      |
| 2002-2003 | 22e                      |
| 2003-2004 | 15e                      |
| 2004-2005 | 77e                      |
| 2006-2007 | 34e                      |
| 2007-2008 | 58e                      |
| 2008-2009 | 82e                      |

### Championnats du monde junior
- Médaille d'or en individuel en 2001 à Karpacz.
- Médaille d'or par équipes en 2001.
- Médaille d'argent par équipes en 1999 à Saalfelden.
- Médaille de bronze par équipes en 2000 à Štrbské Pleso.

### Grand Prix
- 2 podiums individuels.